# Стефанія Оуен
Стефанія ЛаВі Оуен (англ. Stefania LaVie Owen) — новозеландсько-американська акторка. Вона відома своїми ролями Пудл Кадубік у телесеріалі «Біжить Уайльд» і Дорріт Бредшоу в підлітковому драматичному телесеріалі «Щоденники Керрі» . Вона зіграла роль Мелані у фільмі «Паперові павуки», роль Ведмедя в шоу Netflix «Ласун» і роль Ніколь Ченс в оригінальному психологічному трилері Hulu «Шанс» .

## Раннє життя
Оуен народилася в Маямі, штат Флорида, в родині матері-американки та батька з Нової Зеландії. Мати має кубинське походження. Оуен переїхала до Нової Зеландії у віці чотирьох років, оселившись у Пауатахануї, селі 30 км (19 миль) на північ від столиці Веллінгтон .
Оуен живе між Нью-Йорком і Веллінгтоном . Вона відвідувала школу Pauatahanui, де виграла кубок виконавського мистецтва, і це допомогло розпочати її акторську кар'єру. Вона також відвідувала Школу Сент-Джеймс Чілтон, приватну школу для дівчаток, у Ловер Гатт, Веллінгтон. Її сестри Лоло і Карлі також супроводжували її там, і вона брала участь у багатьох шкільних постановках і танцювальних класах.

## Кар'єра
Оуен дебютувала в 2009 році у фільмі Пітера Джексона «Милі кості», зігравши Флору Ернандес. З 2010 по 2011 рік вона грала персонажа Калюжу Кадубік у комедійному серіалі Fox Біжить Уайльд . Оуен зіграла роль Дорріт, молодшої непокірної сестри Керрі Бредшоу, у серіалі The CW «Щоденники Керрі», який виходив у 2013 та 2014 роках
Вона зіграла роль у комедійному фільмі жахів «Крампус: викрадач Різдва» режисера Майкла Догерті 2015 року. Вона також зіграла Діді в драматичному фільмі «Крізь жито» . Вона зіграла разом з Лілі Тейлор у драмі «Паперові павуки» . У 2020 році вона також зіграла роль Ребекки у серіалі «Месія» .

## Фільмографія
| Рік       | Назва              | Роль           | Примітки                      |
| --------- | ------------------ | -------------- | ----------------------------- |
| 2009      | Милі кості         | Флора Ернандес | плівка                        |
| 2010–2011 | Біжить Уайльд      | Калюжа Кадубіч | Головна роль                  |
| 2011      | Домашня гра        | Шарлотта       | Непроданий телевізійний пілот |
| 2013–2014 | Щоденники Керрі    | Дорріт Бредшоу | Головна роль                  |
| 2015      | Крампус            | Бет            | плівка                        |
| 2015      | Крізь жито         | Діді           | плівка                        |
| 2016      | Все, що ми мали    | Руті Кармайкл  | плівка                        |
| 2016–2017 | Шанс               | Ніколь Шанс    | Головна роль                  |
| 2018      | Я помираю тут      | Аманда Роббінс | Повторювана роль              |
| 2019      | Кіт і Місяць       | Еліза          | плівка                        |
| 2019      | Пустопляс          | Хізер          | плівка                        |
| 2020      | Месія              | Ребекка Ігуеро | Головний акторський склад     |
| 2020      | Дикі               | Бекка Гілрой   | Епізод: «День шістнадцятий»   |
| 2021      | Павуки з паперу    | Мелані         | плівка                        |
| 2021-24   | Ласун              | Ведмідь        | Головна роль                  |
| 2022      | Не змушуй мене йти | Сандра         |                               |